# Messerschmitt Me 208
O Messerschmitt Me 208 foi uma aeronave monomotor de transporte de passageiros, desenvolvida pela Messerschmitt AG. Um avião todo em metal com cabine fechada, era essencialmente uma evolução do Bf 108. Dois protótipos foram construídos em França durante a Segunda Guerra Mundial. Depois de 1945, a SNCAN continuou a pesquisa e produziu a aeronave, sob a designação Nord 1101 Noralpha. Um exemplar da aeronave encontra-se no Valiant Air Command Warbird Museum em Titusville, Flórida, nos Estados Unidos.